# یواس‌ان‌اس هاونفورد (تی-ای‌جی-۱۷۹)
یواس‌ان‌اس هاونفورد (تی-ای‌جی-۱۷۹) (به انگلیسی: USNS Havenford (T-AG-179)) یک کشتی بود که طول آن ۴۵۵ فوت (۱۳۹ متر) بود. این کشتی در سال ۱۹۴۵ ساخته شد.